# Maria Matilde Principi
Maria Matilde Principi (San Mariano, 4 maggio 1915 – Bologna, 10 settembre 2017) è stata un'entomologa italiana, figlia del geologo e pedologo Paolo Principi.
Professoressa emerita dell'Università di Bologna dal 1994 e scienziata di fama internazionale, rilevò la cattedra che fu del suo mentore Guido Grandi alla facoltà di entomologia dell'ateneo bolognese, fondando in seguito il dottorato di ricerca in entomologia agraria.
Nel corso della sua attività professionale, centrata principalmente sullo studio dei Neurotteroidei, ha redatto oltre cento pubblicazioni e fu più volte insignita di titoli onorifici, tra i quali Accademico Benedettino dall'Accademia delle scienze dell'Istituto di Bologna, e fu socia di organizzazioni scientifiche, tra le quali Socia Onoraria della Società entomologica italiana.
Nell'anno accademico 1959/1960 fu relatrice della tesi di laurea Ricerche sui parassiti di tre Lepidotteri minatori delle foglie di melo di Giorgio Celli, divenuto in seguito uno tra i più noti etologi ed entomologi, oltre che politico e personaggio televisivo, italiani.
In suo onore venne battezzata una specie di formicaleone endemico di Tunisia e Sardegna, il formicaleone di Maria Matilde (Myrmeleon mariaemathildae.